# Guerre civile
Pour les articles homonymes, voir Guerre civile (homonymie).

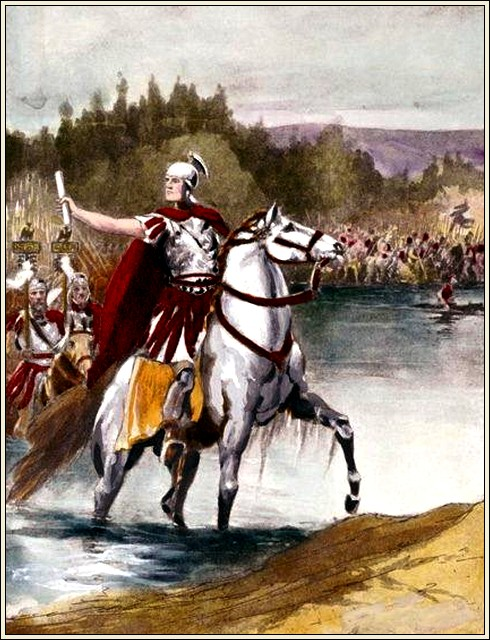
Le franchissement du fleuve Rubicon par Jules César déclenche la guerre civile de César et est à l'origine de l'expression « franchir le Rubicon ».

Une guerre civile est la situation qui existe lorsqu'au sein d'un État,  une lutte armée oppose les forces armées d'un État à des groupes armés identifiables, ou des groupes armés entre eux, dans des combats dont l'importance et l'extension dépasse la simple révolte ou l'insurrection.
Du point de vue du droit de la guerre, on utilise l'expression « conflit armé non international », le mot « guerre » étant réservé au conflit armé international.
Pour être considérées comme « guerre », les hostilités doivent atteindre un certain degré d’intensité, se prolonger un certain temps et impliquer deux groupes identifiables, militairement et politiquement structurés. Ces critères permettent de distinguer la guerre civile des « troubles intérieurs » qui peuvent se caractériser par des actes de violence similaires mais qui ne présentent pas les particularités d’un conflit armé (émeute, insurrection, répressions, luttes de factions entre elles ou contre le pouvoir en place, par exemple).
La localisation du conflit au sein d'un État distingue la guerre civile du conflit armé international, qui oppose les forces armées d’au moins deux États. Ce caractère non-international est toutefois relatif. Il est courant que les groupes armés soient soutenus, plus ou moins ouvertement, par d'autres États. Cette assistance est souvent logistique, mais peut aller jusqu'à l'envoi de troupes : la guerre d'Espagne en est un exemple célèbre avec l'appui offert aux Franquistes par l’Allemagne nazie et l'Italie fasciste, et aux Républicains par l’URSS.
L'origine d'une guerre civile peut être de toute nature : ethnique, religieuse, communautaire, sociale, économique, une autre guerre, politique, idéologique ou encore territoriale. Particulièrement dans ce dernier cas, une guerre civile pourra être considérée comme une guerre d'indépendance si elle a pour objectif la lutte contre une domination coloniale ou une occupation étrangère.

## Concept moderne de la guerre civile

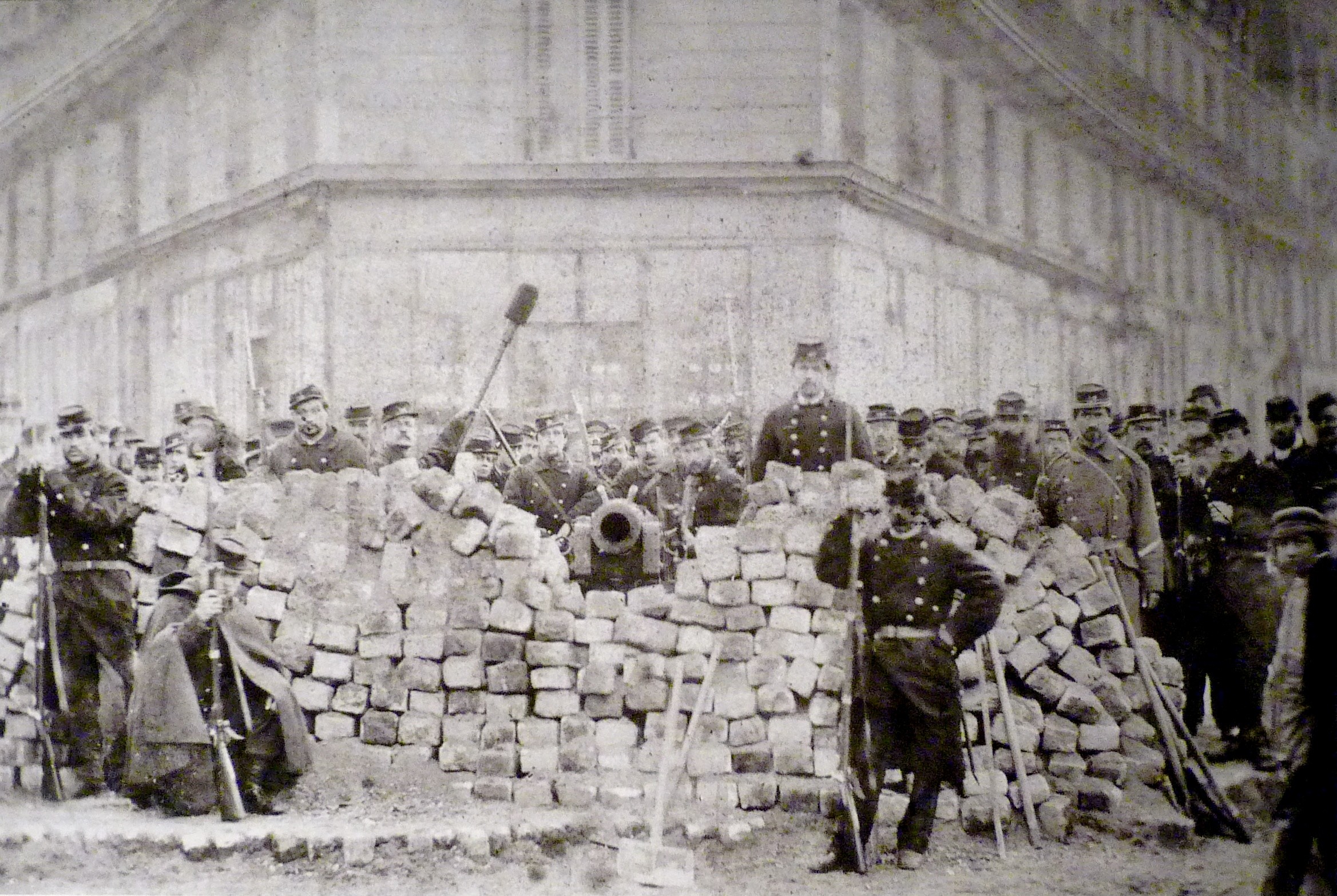
Gardes nationaux français (Communards) se préparant à affronter l'armée versaillaise durant la Semaine sanglante, dernier grand épisode de guerre civile de l'histoire de France.

Comme la définition l'indique, le concept même de guerre civile participe de la notion d'État ; on conçoit dès lors que ce soit particulièrement à partir du développement moderne de l'État-nation que les guerres civiles se sont développées, même si des guerres civiles ont existé dans l'Antiquité.
Les premières guerres civiles modernes datent de la fin du XVIIIe siècle et du XIXe siècle : il s'agit surtout de guerres d'indépendance qui consacrent le principe de l'État-nation : États-Unis d'Amérique, Mexique, Grèce.
Après une pause apparente marquée par les deux conflagrations mondiales, au début du XXe siècle, et alors que les conflits internationaux semblent se raréfier, les guerres civiles se sont multipliées, particulièrement après la fin de la Seconde Guerre mondiale :
- guerres d'indépendance ou de décolonisation : Indonésie (1945-1949), Algérie (1954-1962)…
- guerres civile ou d'indépendance supportées ou fomentées par les États-Unis ou l'Union soviétique ; les proxy wars (voir Guerre par procuration) de la guerre froide qui permettaient aux deux blocs d'assurer ou étendre leurs zones d'influence respectives : Grèce (1946-1949), Indochine (1946-1954), Angola (1975-1992), Mozambique (1979-1992)...
- guerres civiles à caractère ethnique ou religieux : certains aspects des guerres de Yougoslavie, Rwanda, Première et seconde guerre de Tchétchénie…

Cette dernière catégorie de conflit est particulièrement apparue dans la fin du XXe siècle, et semble être concomitante avec l'apparition d'une nouvelle forme de guerre civile qui ne serait plus une guerre « entre voisins » typiquement populaire (quoique l'engagement populaire n'y soit pas toujours aussi volontaire qu'on voudrait le croire ou que la geste révolutionnaire le voudrait) mais des « guerres contre les civils » où ces derniers deviennent en définitive la cible du conflit.
Selon les économistes Mark Gersovitz et Norma Kriger, « Une guerre civile se définit par un conflit prolongé de grande échelle, politiquement organisé, physiquement violent, qui se produit au sein d’un pays, principalement entre deux larges groupes de citoyens qui se disputent le monopole de la force physique. Les guerres civiles entraînent une violence interne soutenue et à grande échelle, qui les distingue des épisodes de violence politique intenses mais limités qui contestent le monopole de la force, comme les coups d’État, les rébellions ou les assassinats politiques. Des acteurs externes peuvent être amenés à participer à une guerre civile, mais la violence se produit dans les limites du pays, et implique majoritairement des acteurs internes »,.
L'historien Jean-Clément Martin précise qu' "il ne peut y avoir une situation de guerre civile que lorsque, pour des raisons diverses, la légitimité de l’État est mise en concurrence, sinon il ne s’agit que de rébellions, d’émeutes, de troubles"…

## Statut de la guerre civile

### Jusqu'en 1949
Jusqu'au début du XXe siècle, la guerre civile est considérée comme une affaire strictement intérieure qui ressort du domaine réservé de l'État concerné, qui a de fait et de droit toute latitude pour traiter comme bon lui semble les factieux, en considérant par exemple les rebelles en armes comme de simples criminels et leur appliquer son droit pénal.
La guerre civile pouvait cependant s'internationaliser (et se voir donc appliquer le droit de la guerre) par une « déclaration de belligérance ». Une telle déclaration de belligérance pouvait être faite :
- par le gouvernement de l'État concerné. Cette procédure rarissime avait pour but, pour ledit État, de se dégager de sa responsabilité internationale pour les actes des rebelles, et n'avait lieu d'être que lorsque la rébellion était devenue trop forte. On relève cinq cas où ce type de déclaration a été fait[6].
- par le gouvernement d'un État tiers. Cette procédure impliquait l'application du droit de la guerre dans les relations des rebelles avec l'État leur ayant reconnu la qualité de belligérant, et permettait donc une neutralité de l'État-tiers ainsi que l'établissement de relations diplomatiques et commerciales[7].

En dehors de la reconnaissance de belligérance, existait la possibilité de reconnaître les rebelles comme des « insurgés », ce qui leur assurait de ne pas être traités comme des criminels par les États tiers leur ayant reconnu cette qualité.

### Après lesConventions de Genèvede1949
La guerre d'Espagne notamment avait démontré l'insuffisance des outils juridiques internationaux s'appliquant aux guerres civiles. En 1949, on s'oriente donc, avec les Conventions de Genève, vers une définition objective du concept de guerre civile et des conséquences qui s'y attachent. L'article 3 vise à imposer l'application de garanties humanitaires minimales aux conflits armés non internationaux.
Cet effort a été poursuivi par l'adoption, en 1977, du Protocole additionnel II aux Conventions de Genève, relatif aux conflits armés non internationaux. Le Protocole II a pour objectif l’application des règles principales du droit des conflits armés aux conflits non internationaux, opposant les forces armées d’un État à des groupes d’opposition armés, sans pour autant reconnaître un statut particulier à ces derniers. Il protège les personnes ne participant pas au conflit, interdit les attaques dirigées contre la population civile ou les biens indispensables à sa survie, donne des droits aux détenus en relation avec le conflit et interdit les déplacements forcés de populations.
Enfin, l'article 8 des statuts de la Cour pénale internationale assimile aux crimes de guerre les violations des règles essentielles de conduite des conflits non internationaux.

## Exemples

### Antiquité
- La tyrannie et la chute des Trente à Athènes entre -404 et -403
- La guerre des Mercenaires (241-238 av. J.-C.)
- Les guerres civiles romaines (de -88 au IIIe siècle)

### Moyen Âge
- La fitna entre Muʿawiya et Ali, en 656-657, avec les batailles du chameau et de Siffin.
- La révolte d'An Lushan (755-763), en Chine pendant la dynastie des Tang.
- Anarchie anglaise (1135-1153) qui oppose Étienne de Blois à Mathilde d'Angleterre.
- Guerre de Genpei (1180-1185), à la fin de l'époque de Heian au Japon, entre le clan Minamoto et le clan Taira.
- Croisade des albigeois (1209-1229), en France, contre les cathares et la maison Trencavel.
- Guerre civile de Byzance (1341-1347) entre Jean V Paléologue et Jean VI Cantacuzène.
- Première guerre civile de Castille (1351-1369) entre Pierre Ier de Castille et Henri de Trastamare.
- Grande Jacquerie, de mai à juin 1358, premier soulèvement paysan victorieux (rapporté) contre les nobles (commencé en mai -le 24 ?- à St Leu d'Esserent qui se propage avec la guerre de Cent Ans et prend fin le 9 juin 1358 par le carnage à Mello).
- Guerre civile entre Armagnacs et Bourguignons (1407-1435), en France, entre l'assassinat de Louis Ier d'Orléans (1407) et le traité d'Arras (1435)
- Guerre des Deux-Roses (1455-1485), en Angleterre, entre la maison de Lancastre et la maison d'York.

### XVIesiècle
- Guerre de Succession inca (1529-1532) entre Atahualpa et Huascar.
- Guerre du poulet (1537), entre la noblesse polonaise et le roi.
- Guerres de Religion (1562-1598), en France, entre les catholiques et les huguenots.

### XVIIesiècle
- Guerre de Trente Ans (1618-1648), opposant catholiques et luthériens du Saint-Empire romain germanique.
- Guerre civile acadienne, de 1635 à 1654 dans les possessions coloniales françaises de l'Acadie
- Première révolution anglaise (1642-1651).
- La Fronde (1648-1653), en France.

### XVIIIesiècle
- Guerre des Cévennes (1702-1704), en France, entre le pouvoir royal et les camisards.
- Guerre civile polonaise (1704-1706), entre les partisans de Stanisław Leszczyński et ceux d'Auguste II.
- Guerre de Vendée (1793-1796), en France, entre la République et les royalistes vendéens.

### XIXesiècle

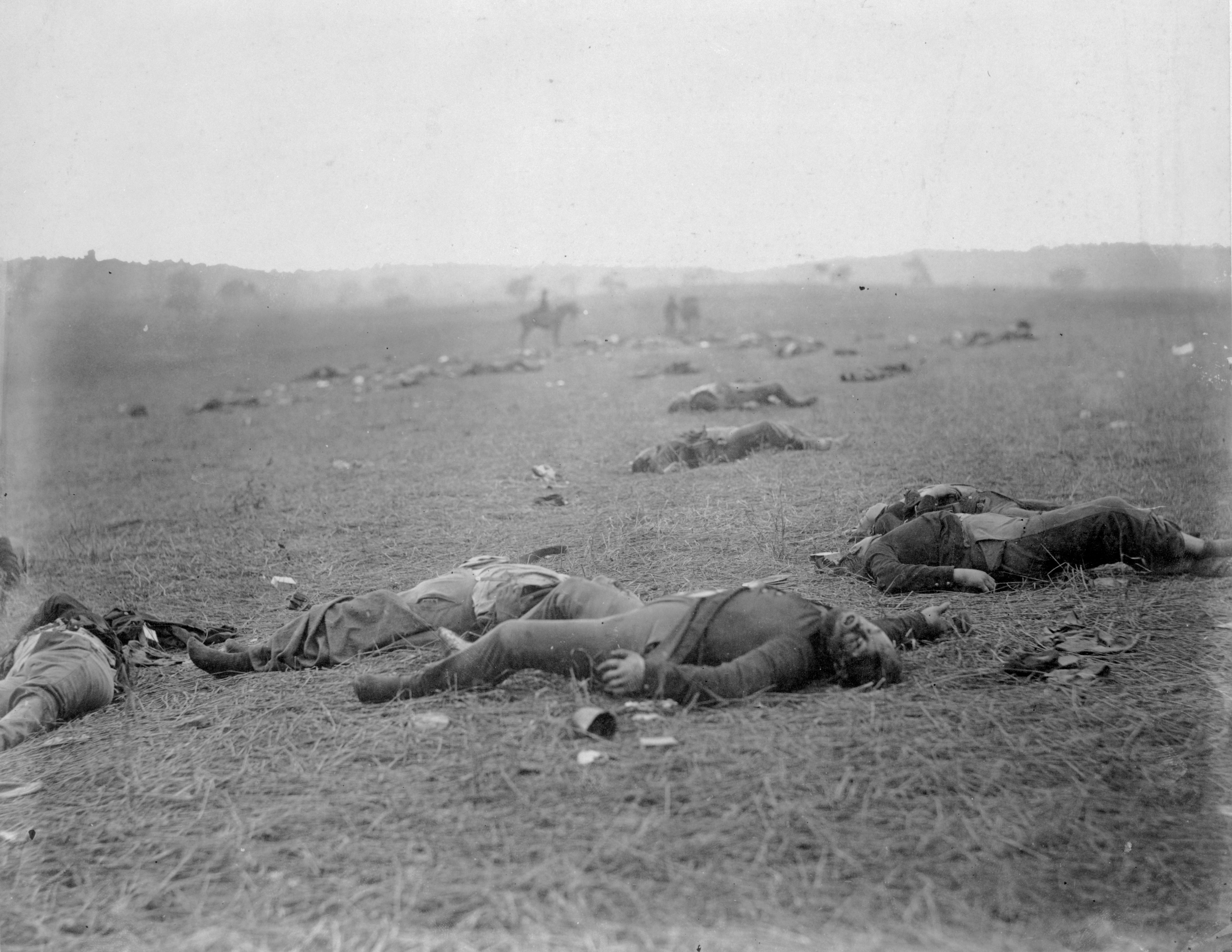
Après la bataille de Gettysburg (1863), lors de la guerre de Sécession, appelée « guerre civile américaine » en anglais.

- Guerre civile portugaise (1828-1834).
- Première Guerre carliste (1833-1846), en Espagne, entre Isabelle II et Charles de Bourbon.
- Deuxième Guerre carliste (1846-1849), en Espagne, entre Isabelle II et Charles Louis de Bourbon.
- Guerre du Sonderbund en Suisse en 1847
- Révolte des Taiping en Chine de 1851 à 1864, l'une des plus meurtrières de l'histoire[9].
- Guerre de Sécession, de 1861 à 1865 aux États-Unis.
- Campagne de 1871 à l'intérieur et Semaine sanglante à la fin de la Commune de Paris en 1871.
- Rébellions de l'ère Meiji de 1874 à 1886 au Japon :
  - Rébellion de Saga
  - Rébellion Shinpūren
  - Rébellion d'Akizuki
  - Rébellion de Hagi
  - Rébellion de Satsuma
  - Incident de Chichibu

### XXesiècle

Guerre civile, toile de Julius Endlweber (Autriche, 1919).

L'Europe a connu sur son sol deux guerres mondiales d'une violence inouïe, et les premières années du XXe siècle, ainsi que pratiquement toute l'entre-deux-guerres, ont été marquées par une grande violence politique, sociale et militaire, dont des conflits ethniques. Cette situation de grande brutalité en Europe a conduit certains auteurs à envisager cette période comme une guerre civile européenne.
- Guerre civile mexicaine, de 1911 à 1917
- Guerre civile russe de 1918 à 1921.
- Guerre civile irlandaise de 1922 à 1923
- Guerre des Cristeros (Mexique) de 1926 à 1929
- Guerre civile chinoise, de 1928 à 1937, puis de 1945 à 1949
- Guerre civile autrichienne de 1934
- Guerre civile espagnole, de 1936 à 1939
- Guerre civile grecque de 1946 à 1949
- Guerre entre juifs et arabes en Palestine entre le 30 novembre 1947 et le 14 mai 1948
- Guerre civile de 1954-1962 en Algérie colonisée entre le 1er novembre 1954 et le 18 mars 1962
- Guerre civile Vietnamienne, de 1955 à 1975
- Guerre civile congolaise de 1960 à 1965 qui mena à la prise du pouvoir par Mobutu Sese Seko
- Guerre civile du Guatemala de 1960 à 1996 après la chute du président Jacobo Arbenz Guzmán en 1954
- Guerres civiles au Rwanda de 1959 à 1996
- Conflit nord-irlandais de 1968 à 1998
- Guerre du Liban, de 1975 à 1991
- Guerre civile du Salvador de 1979 à 1992
- Guerre de brousse en Ouganda de 1981 à 1986
- Seconde guerre civile soudanaise de 1983 à 2005
- Événements en Nouvelle-Calédonie, de 1984 à 1988
- Guerre civile algérienne, de 1990 à 2002
- Guerre civile du Tadjikistan, de 1992 à 1997
- Guerre civile de Sierra Leone, de 1991 à 2002
- Dislocation de la Yougoslavie de 1991 à 2002
- Guerre civile en Afghanistan sous le gouvernement des moudjahidins et au temps des Talibans, de 1992 à 2001
- Guerre civile au Yémen en 1994
- Guerre civile népalaise, de 1996 à 2006
- Guerre civile congolaise (Congo-Kinshasa) de 1996 à 1997 qui vit le remplacement de Mobutu par Laurent-Désiré Kabila
- Guerre civile congolaise (Congo-Brazzaville) de 1993 à 1999
- Guerre civile congolaise (Congo-Kinshasa) de 1998 à 2002, impliquant neuf pays.
- Guerre civile de Guinée-Bissau (Guinée-Bissau) de 1998 à 1999

### XXIesiècle
- Guerre civile de Côte d'Ivoire, de 2002 à 2007
- Guerre civile du Sri Lanka, de 1983 à 2009
- Guerre civile de Centrafrique, de 2004 à 2007, de 2012 à 2013 et de 2013 à 2014
- Seconde guerre civile irakienne, de 2011 à 2017
- Guerre civile libyenne, du 15 février 2011 au 20 octobre 2011 et de 2014 à 2020
- Guerre civile syrienne, depuis 2011
- Guerre civile sud-soudanaise, de 2013 à 2020
- Guerre civile en Birmanie, depuis 2021
- Guerre civile soudanaise, depuis 2023